# Joliette (métro de Montréal)
Pour les articles homonymes, voir Joliette.

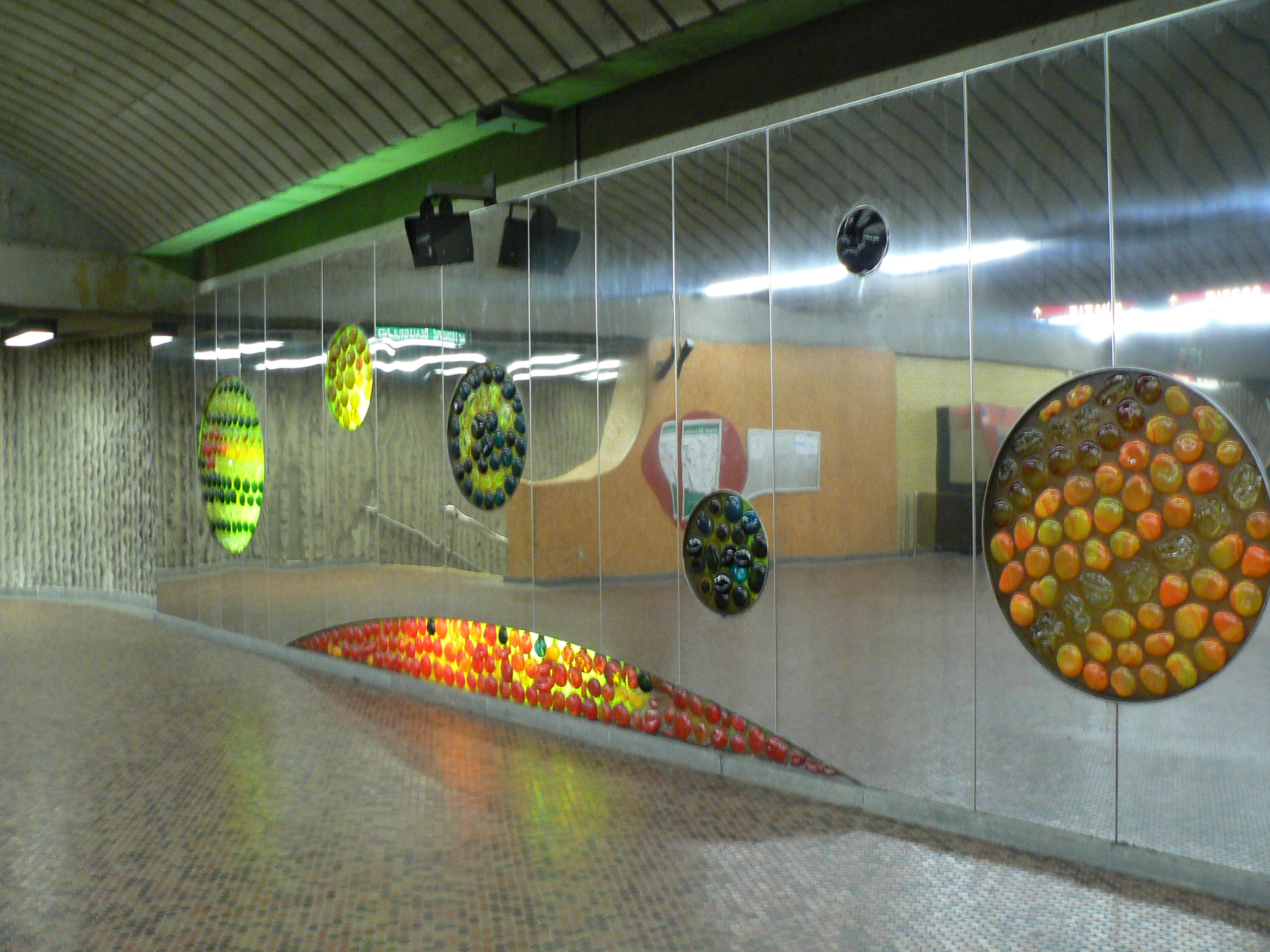
Œuvre d'art de la station

Joliette est une station sur la ligne verte du métro de Montréal située dans l'arrondissement Mercier–Hochelaga-Maisonneuve. Elle fut inaugurée le 6 juin 1976, lors du prolongement de la ligne verte jusqu'à Honoré-Beaugrand.

## Origine du nom
La station est nommée en l'honneur de la rue Joliette et Barthélemy Joliette, notaire à L'Assomption et homme politique canadien. Il a aussi fondé la ville de Joliette.

## Lignes d'autobus
| Numéros | Noms                 | Service   |
| ------- | -------------------- | --------- |
| 29      | Rachel               | De Jour   |
| 67      | Saint-Michel         | De Jour   |
| 85      | Hochelaga            | De Jour   |
| 362     | Hochelaga/Notre-Dame | De Nuit   |
| 467     | Express Saint-Michel | Fréquente |

## Édicules
- Édicule A: 3575, rue Hochelaga. Cet édicule comporte deux sorties. Une vers la rue Hochelaga et l'autre vers la rue Joliette.
- Édicule B: 3580, rue Hochelaga. Cet édicule comporte deux sorties. Une vers la rue Hochelaga et l'autre vers une ruelle résidentielle, la seule du réseau avec la station D'Iberville sur la Ligne Bleue, qui relis les rues Joliette et de Chambly. Une station de BiXi, des vélos en libre-service, se trouve à proximité de l'édicule B sur la rue Hochelaga à l'année.

## Principales intersections à proximité
- rue Joliette / rue Hochelaga

## Centres d'intérêt à proximité
- Collège de Maisonneuve
- CLSC Hochelaga-Maisonneuve
- Centre communautaire et sportif Notre-Dame-de-l’Assomption
- École Sainte-Jeanne-d'Arc
- Parc Lalancette
- École Secondaire Alternative LeVitrail
- Promenades Ontario